# Народный костюм лужичан

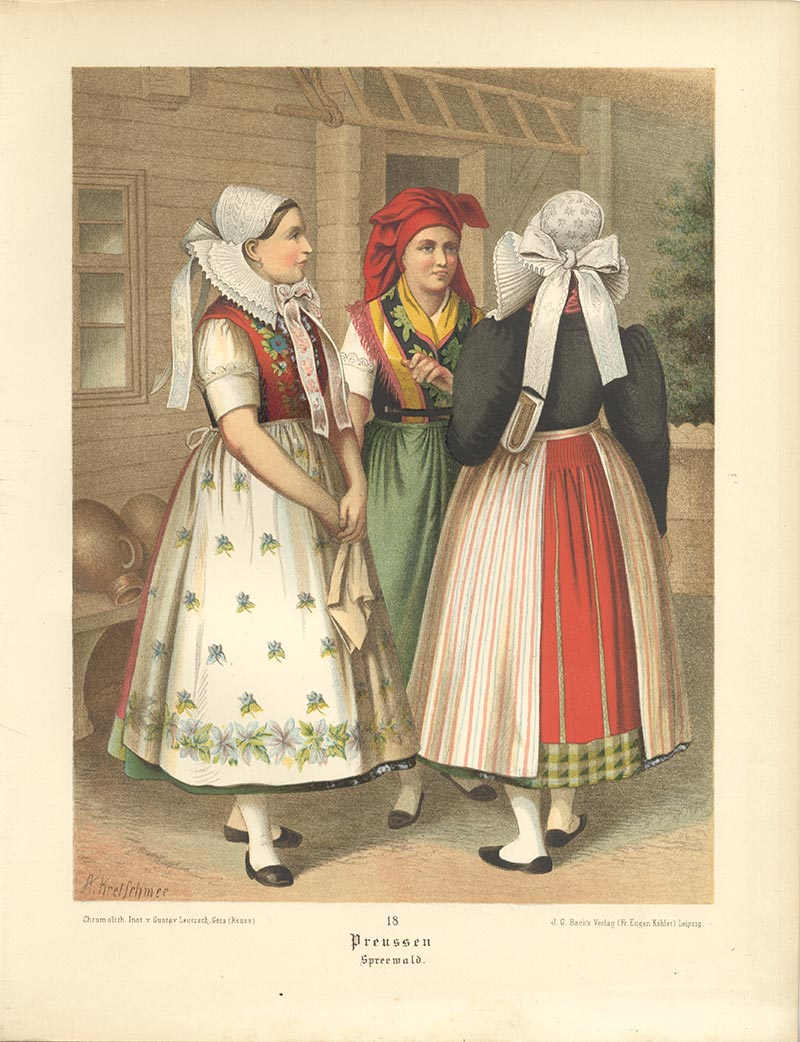
Лужицкий женский костюм Шпреевальда, гравюра Кречмер, Альберт из книги «Deutsche Volkstrachten, Original-Zeichnungen mit erklärendem Text» (1887 г.)

Лужицкий народный костюм (нем. Sorbische Tracht, до 1930-х гг. нем. Wendische Tracht) — комплекс одежды, сложившийся на протяжении веков среди лужичан (преимущественно крестьян, поскольку традиционно лужичане проживали в сельской местности) и являющийся неотъемлемой частью их культуры. Именно народный костюм в наибольшей степени отражает сохранившиеся самобытные черты. Как и в случае с народным костюмом окружающих их немцев, народный костюм вышел из повседневного употребления XX веке (так, в начале 1950-х годов насчитывалось около 10 000 лужичанок, носивших народный костюм в быту, в то время как в 2010 году их насчитывалось порядка 400, преимущественно это пожилые женщины) и сейчас надевается по праздникам, а также участниками ансамблей народной музыки.
Народный костюм очень дорогой, его может приобрести далеко не каждая лужичанка, поэтому он передаётся из поколения в поколения, а небогатые лужичанки могут брать его напрокат.

## История
Вплоть до середины XVIII века в германских землях, в т.ч. и в Лужице действовали «законы о роскоши» ограничивавшие использование тех или иных тканей в одежде определённых сословий. В частности, простолюдинам запрещалось носить шёлковую одежду (дозволялось носить одежду из кожи и местных тканей), а также носить золотые и серебряные украшения. После Французской революции 1789 года народный костюм стал восприниматься как социальный признак принадлежности к крестьянству (именно поэтому в XIX веке по отношению к носившим народный костюм, помимо в.-луж. wona chodźi serbska, употреблялось выражение в.-луж. wona chodźi burska/н.-луж. chojźi burska, т.е. «[она] ходит в крестьянской одежде, как селянка»), а во время расцвета романтического национализма в середине XIX века народный костюм стал символом принадлежности к лужицкому народу, каковым остаётся и до сих пор.
Первые описания и изображения лужицких народных костюмов относятся к XVIII-му веку: самое раннее описание было составлено в 1720-х годах лужицким писателем и лютеранским пастором Абрахамом Френцелем. Народный костюм в том или ином виде фиксировался многими лужицкими просветителями и культурными деятелями на протяжении XVIII-XIX веков, такими как Ян Арношт Смолер и Арношт Мука. В конце XIX века, в связи с развитием фотографии, лужицкий народный костюм был задокументирован на фотоснимках, в частности, в 1896 году был издан альбом «Sächsische Volkstrachten und Bauernhäuser», посвящённый выставке ремёсел и декоративно-прикладного искусства Саксонии, и проиллюстрированный множеством фотографий, он описывает, в том числе, варианты народных костюмов с каждого поселения Саксонии, и несмотря на название, и Бранденбурга. В данном альбоме представлены как и немецкие, так и лужицкие народные костюмы этих земель. Научное изучение лужицкого народного костюма началось только после Второй мировой войны, в частности, этим занимается Серболужицкий институт (до 1992 года — Институт серболужицкого народоведения (нем. Institut für sorbische Volksforschung, в.-луж. Institut za serbski ludospyt)). Исследование лужицкой народной одежды обнаруживает древние связи лужичан с другими западными славянами, особенно с поляками. В частности, с другими западнославянскими народами лужичан роднит обязательное наличие передника в женском костюме, белый плат в качестве траурной принадлежности, ношения шалей, перекрещивающихся на груди, а также обилие украшений на праздничных костюмах, например широких лент, которые завязываются на талии большим бантом, вышивок (обычно растительного орнамента), кружев и др. В Нижней Силезии у женщин были распространены чепцы, аналогичные лужицким.

## Мужской костюм
Лужицкий мужской костюм XVIII-XIX вв. имел много общих черт с немецким мужским костюмом Саксонии и Бранденбурга того же времени. К примеру, в середине XIX века мужчины-лужичане носили льняную рубаху с длинными широкими рукавами, заправлявшуюся в узкие полотняные штаны белого цвета, застёгивавшиеся на пуговицы ниже колен и державшиеся на вышитых подтяжках, жилет и суконную двубортную куртку, как правило, синего цвета, но также белого. Зимой в куртку вшивали красную суконную подкладку для теплоты. На шее повязывали яркий или чёрный платок, притом таким образом, чтобы концы платка торчали наружу. Обувью служили кожаные сапоги, дома ходили в деревянных башмаках. На голову надевали бархатные шапки с опушкой из овчины. В конце XIX века куртка была заменена чёрным сюртуком, а также появился цилиндр в качестве праздничного головного убора. Шейный платок стал изготовляться из чёрного шёлка. В начале XX века традиционный мужской костюм был вытеснен городской одеждой.
Старинные украшения и сейчас сохраняются в мужском обрядовом костюме.

## Женский костюм
Характерной особенностью траурного лужицкого женского костюма является сочетание белого и чёрного цветов, восходящее древним славянам. Ближайшие родственники покойного во время траура носят белый плат, спускающийся ниже талии, длина которого зависит от степени траура, все остальные детали — чёрного цвета. Подобный плат, характерный для всех западных славян, также распространён и среди полностью онемечившихся лужичан. Кроме того, влияние лужицкого народного костюма в целом ощущается, помимо Саксонии и Бранденбурга (например, в Курмарке и к северу от Фюрстенберга), и в немецких народных костюмах Альтенбурга и Тюрингии, а также костюмах немецкого населения около Кросно-Оджаньске (Любушское воеводство Польши), депортированного на историческую родину после Второй мировой войны. Из-за этого, предполагается, что ранее ареал лужицкого народного костюма, и соответственно, ареал проживания лужичан мог быть шире.
Рабочая одежда лужичанок изготовлялась из льна и была синей (блаудрук) или тёмных цветов, и незначительно отличалась в зависимости от региона.
Павол Недо, видный лужицкий этнограф, выделяет четыре типа лужицкого женского костюма: баутцен-каменцкий, хойерсвердский, шлайфенский и шпревальдский. Также существует классификация лужицкого костюма, подразделяющая его на 11 типов.

### Баутцен-каменцкий

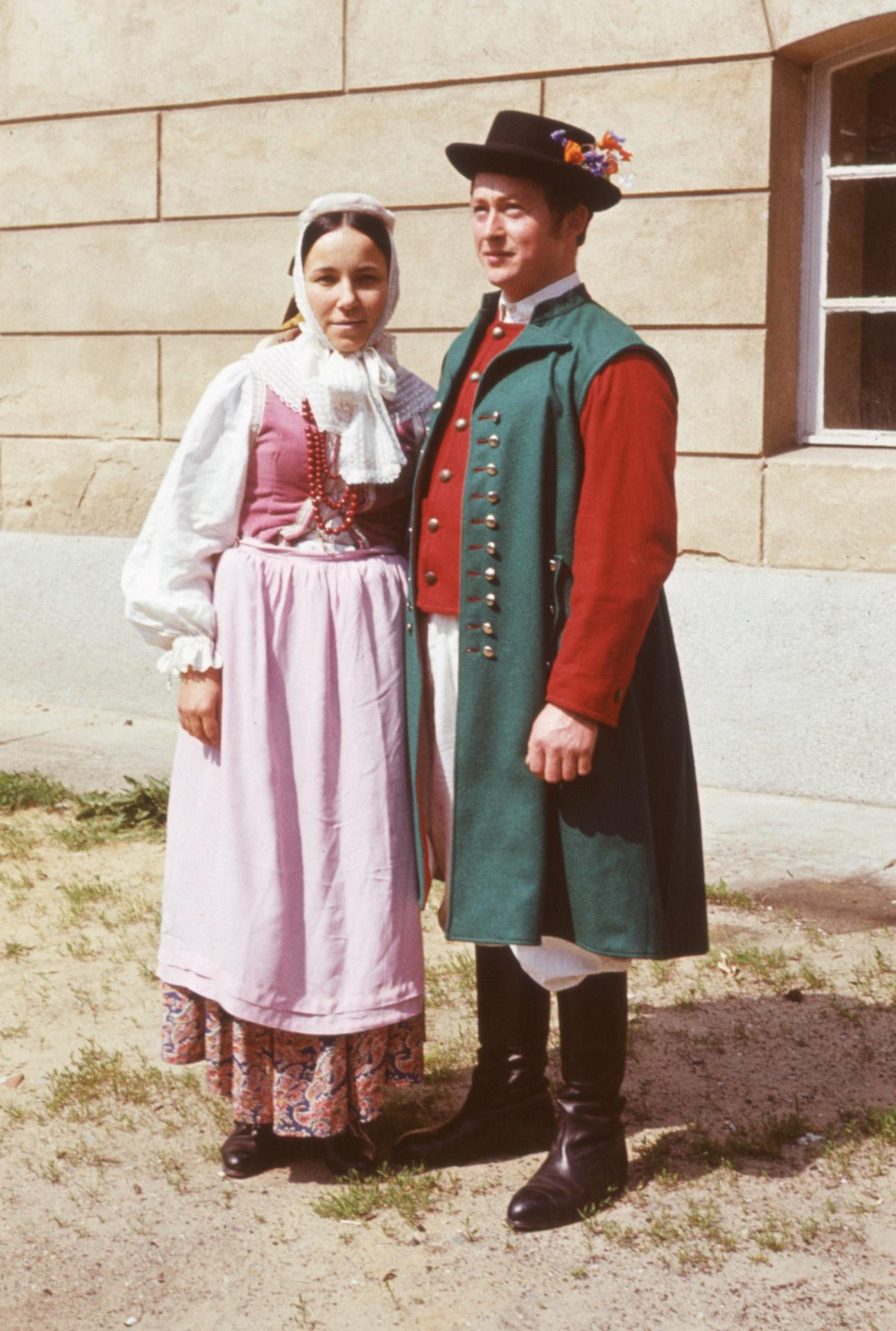
Пара из Баутцена в народных костюмах

Этот тип лужицкого женского костюма наиболее изучен, он бытует в окрестностях Бауцена (Будишина), где живут преимущественно протестанты, а также Каменца и Виттихенау (Кулова) с преимущественно католическим населением. Праздничный костюм состоит из белой полотняной рубахи (в наше время — из покупных материалов) с круглым вырезом и короткими рукавами, шерстяная нижней юбки обыкновенно тёмных цветов, длинной и широкой чёрной верхней юбки, также из шерсти, собранной у пояса в мелкие сборки, передника, прикрывающего юбку с обеих сторон, и чёрного бархатного корсажа, застёгивающегося у незамужних девушек, и зашнуровывающегося у замужних женщин. Головным убором служит чёрный чепец, прикрывающий узел волос и завязывающийся на подбородке, у католичек он чёрный.
Костюм невест этого типа обильно украшен кружевом: на тёмную юбку надевается широкий белый передник, на грудь надевается шаль, вышитая цветами и украшенная кружевами. Подпоясываются невесты лентой, завязываемой спереди широким бантом. Шейным украшением служат коралловые бусы-мониста и подвески из монет. Головной убор невесты, борта (в.-луж. borta), представляет собой усечённый конус из чёрного бархата, украшенный венком из искусственных цветов с белыми лентами, на которых вышиты цветы. Подружки невесты (нем. Druschka) носят головные уборы с тремя свисающими белыми лентами, на которых вышиты цветы.

### Шлайфенский
Данный тип костюма распространён на востоке Лужицы, в одноимённом приходе района Вайсвассера (Бела-Вода). В данном комплексе шерстяная верхняя юбка — плиссированная и не длинная, украшенная по подолу неширокой лентой и прикрепляющаяся к корсажу. Переднее полотнище изготовляется из простого белого полотна. Спереди и по бокам юбку прикрывает неширокий передник, окрашенный в цвет, контрастный юбке (белый, чёрный, синий). ЗАмужние женщины, а в холодное время и девушки, надевают поверх рубахи и корсажа кофту с длинными узкими рукавами. Головным убором служат два чепца: верхний чепец из кружев, нижний у молодых — из цветного материала. Вокруг лица чепец обшит кружевной оборкой. Он завязывается под подбородком короткими ленточками с вышивкой.

### Хойерсвердский
Ареал данного типа костюма доходит от Хойерсверды (Войерец) на западе и до Ниски на востоке. Праздничный хойерсведский костюм состоит из рубахи, идентичной баутцено-каменецким рубахам, чёрной безрукавки-корсажа, широкой юбки тёмного цвета с фалдами немного ниже колен и передника, идентичного по покрою передникам баутцено-каменецкого комплекса, но, в отличие от них, изготавливаемый из яркой материи, с растительным орнаментом. На плечи накидывают шерстяную шаль, украшенная яркими цветами.
Свадебный костюм отличается наибольшей красочностью среди всех вариантов лужицкого женского костюма. Он состоит из вышитой рубахи тёмных цветов и с длинными рукавами, поверх которой надевают короткую кофточку из белых кружев с короткими рукавами, а также двух нижних юбок (стёганой (нем. Wattrock) и фризовой (нем. Friesrock)) и плиссированной верхней юбки из сукна чёрного цвета, поверх которой повязывают широкий белый кружевной передник. Невесты надевают белую короткую накидку. Основной колорит костюма невесты — белый и зеленый, у подружек — белый и красный. Подружки надевают вязаные удлиненные шапочки с кисточками. И у невесты и у подружек к головному убору сзади прикрепляют несколько коротких лент. Нагрудными украшениями служат бусы, ожерелья и подвески из мелких монет.
Головным убором служит чепец китлик чёрного цвета из накрахмаленного полотно, подвязывающийся под подбородком. Невесты носят борту из чёрного бархата.

### Шпревальдский
Данный тип костюма, носимый в Шпревальде, относящемся к Нижней Лужице, характерен прежде всего своим праздничным головным убором под названием «лапа» (н.-луж. Lapa, нем. Haube) — шёлковым платом поверх картонной основы, повязывающимся на манер шапки с широкими крыльями и закрепляющийся шпилькой, который носится в окрестностях Бурга (Борков) и Вербена (Вербно). Также для него характерно обилие ажурной вышивки, из-за которой почти не видно оригинальной ткани. На рубаху и несколько нижних юбок по праздникам надевается бархатная юбка (нем. Rock, н.-луж. košula) со льняной подкладкой и с широкими складками, на которую надевают передник немного длиннее юбки. Он закрывает юбку с обеих сторон и подвязывается на талии широкой шёлковой лентой, концы которой ниспадают. В Бурге завязка находится спереди, а в других местах — сзади. Цвет юбок варьируется: незамужние девушки носили красные юбки, а замужние женщины — зелёные. Вплоть до начала XX века белый цвет оставался исключительно траурным и не использовался в других видах костюма. Чёрный цвет использовался только для церковных мероприятий. В наше время предпочитают сиреневые и голубые юбки. На плечи и грудь набрасывалась широкая вышитая шаль. Кроме того, на рубаху надевалась белая кофта с короткими рукавами.
В знак траура в Шпревальде иногда носят небольшой плат, покрывающий лишь голову, или покрывающий всё тело целиком.

## Галерея

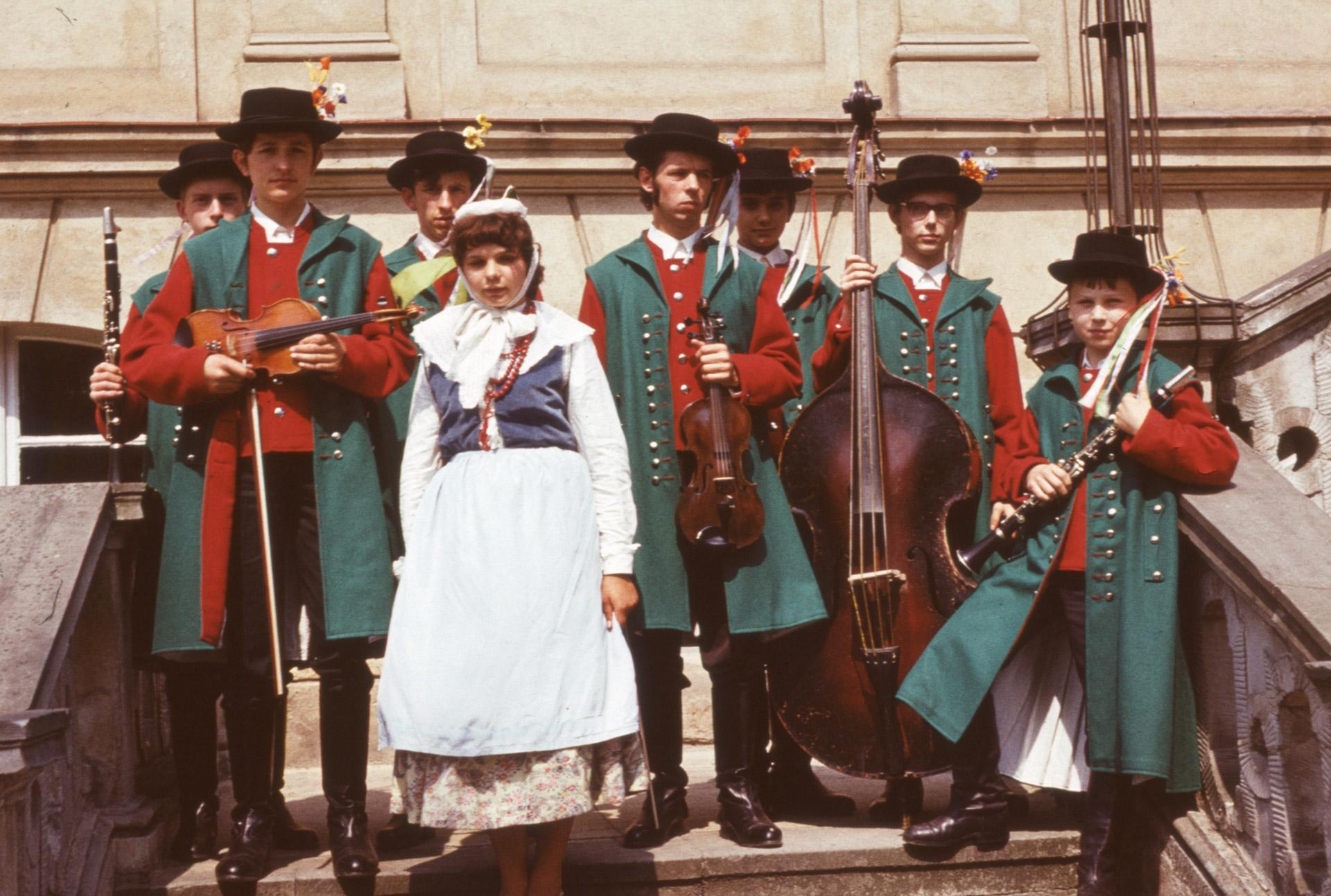
Народный ансамбль из Баутцена, 1972 г.
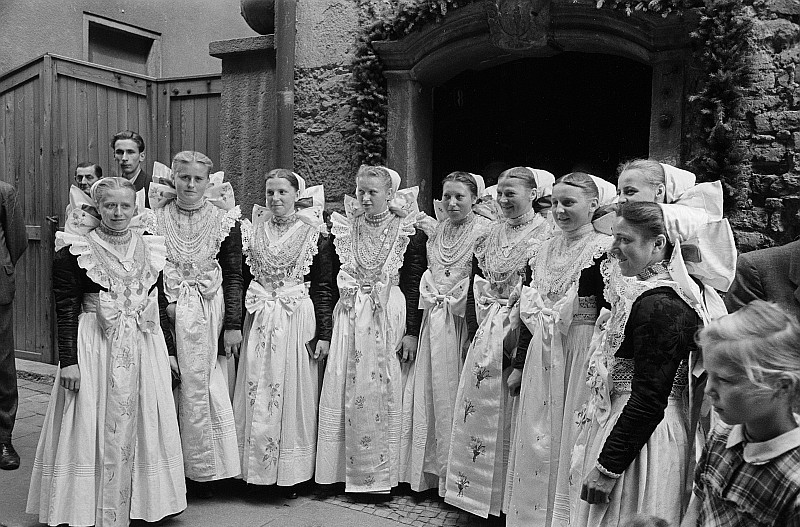
Лужичанки-католички из Баутцена в народных костюмах, 1950-е гг.
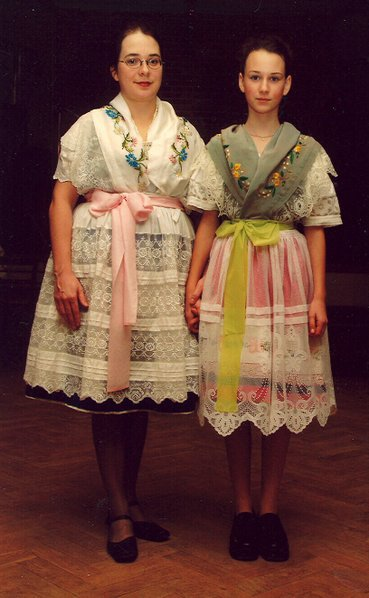
Шпревальдский народный костюм
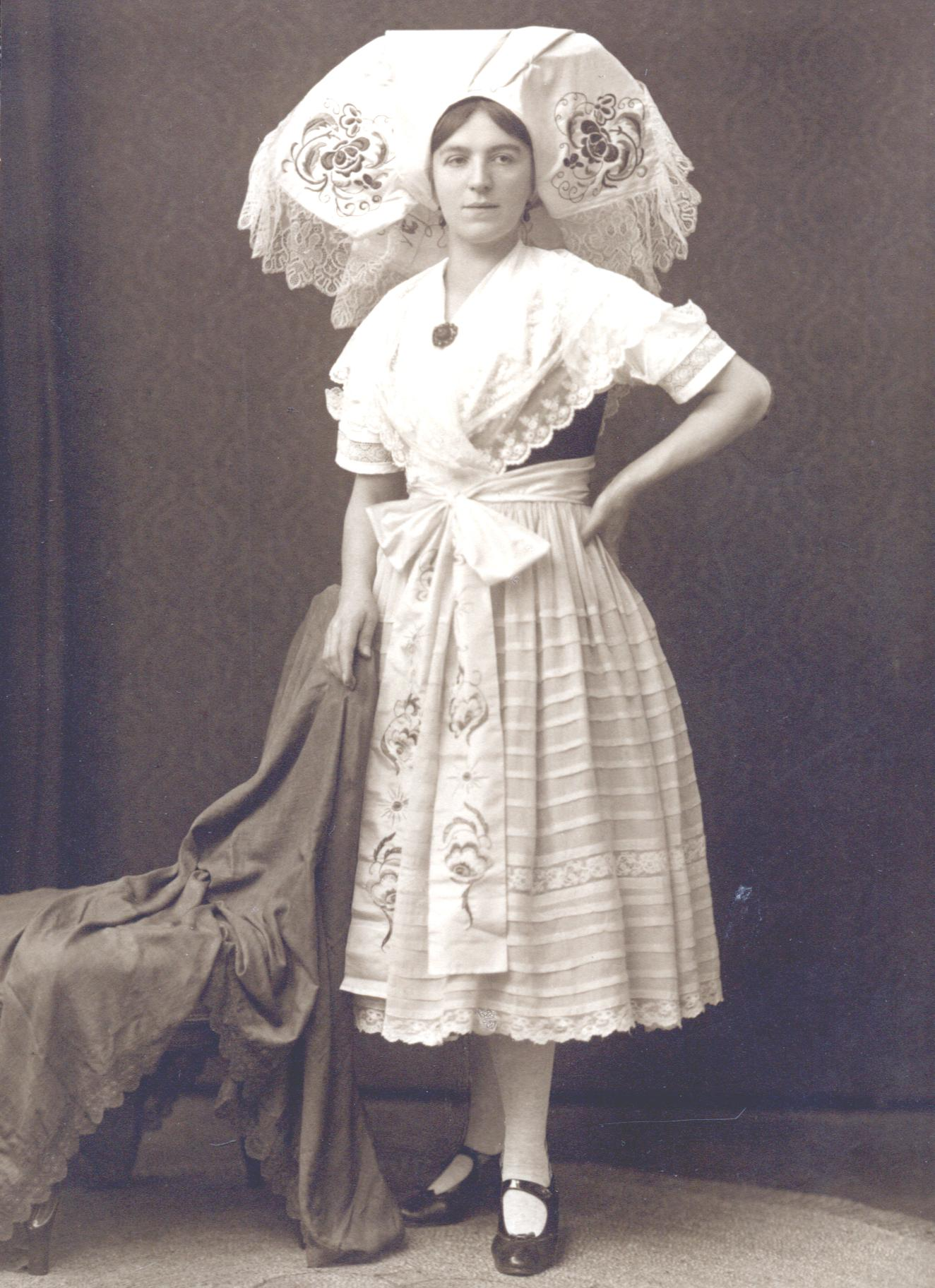
Нижнелужицкая писательница и поэтесса Мина Виткойц в шпревальдском народном костюме
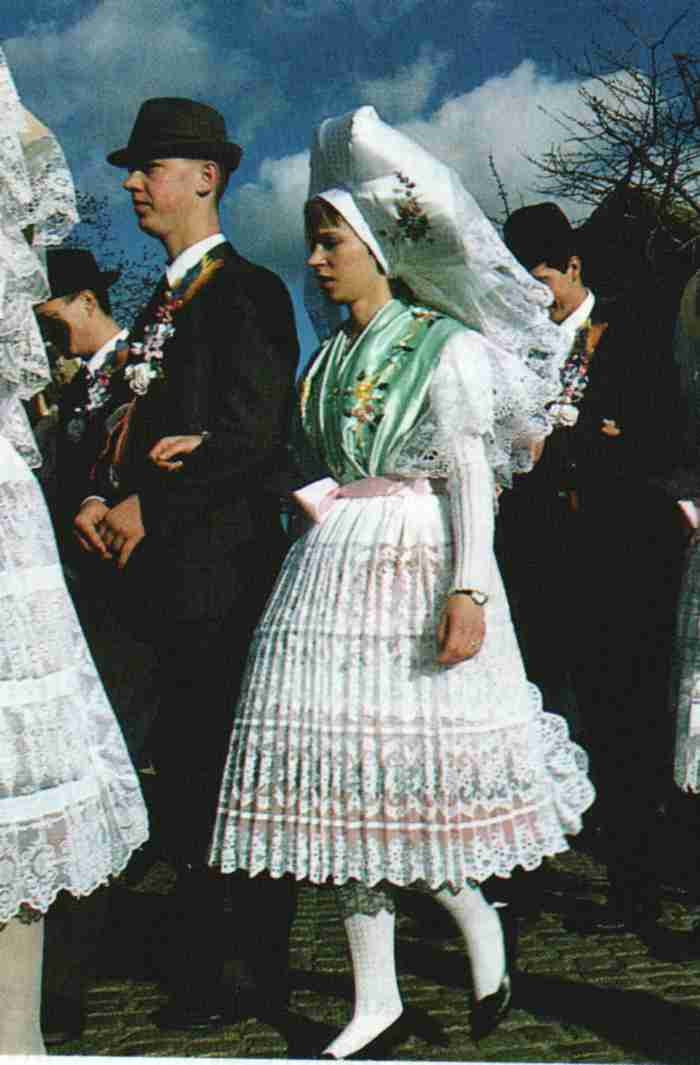
Пара в нижнелужицком костюме, 2006 г.
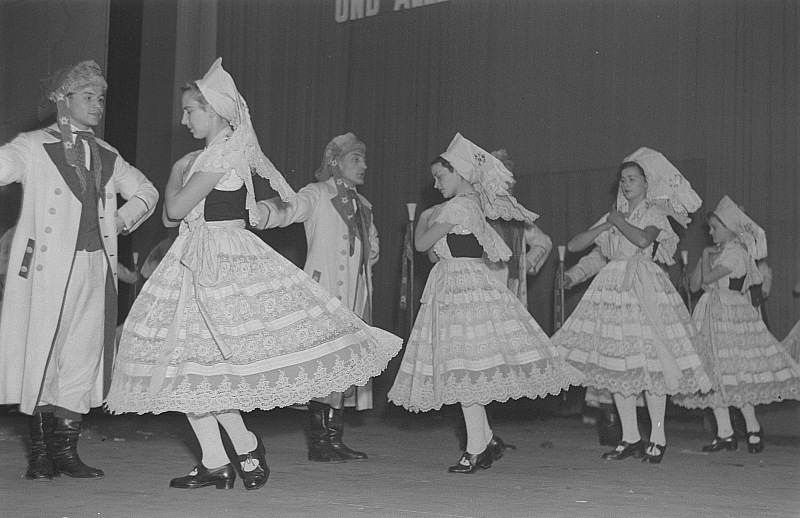
Ансамбль лужицкой народной музыки исполняет танец, Лейпциг, 1953 год
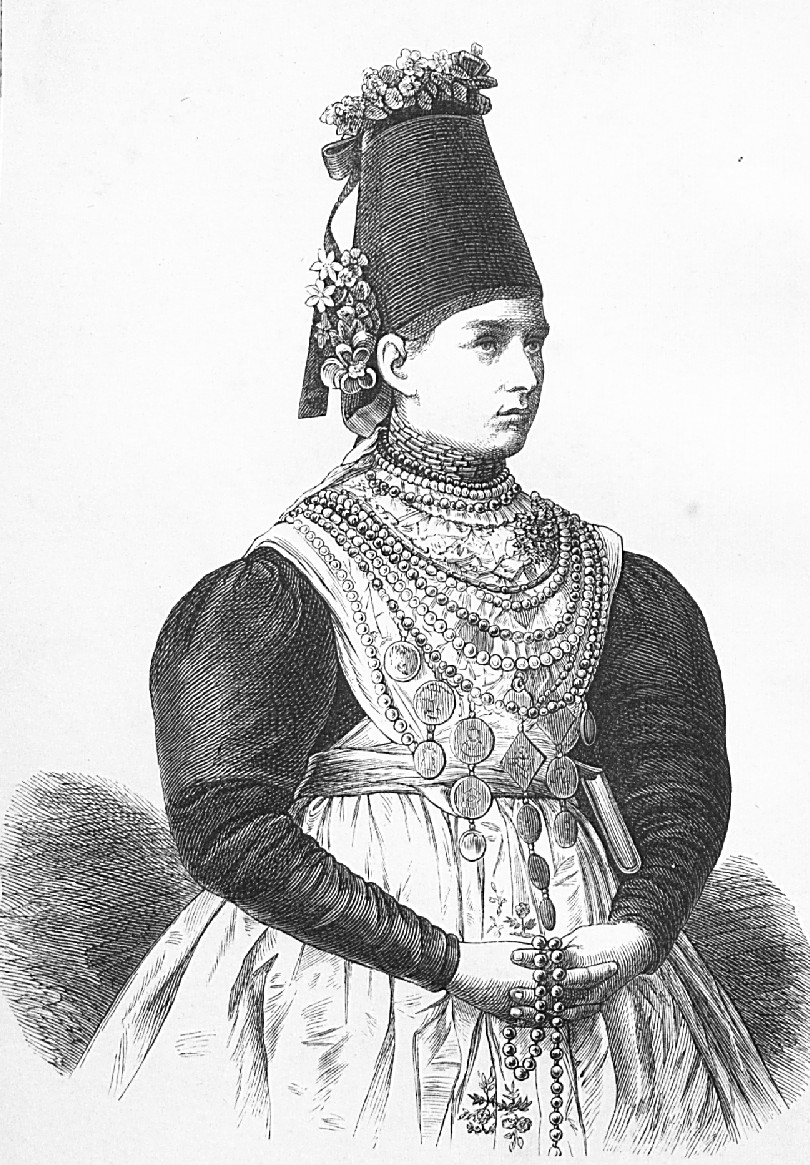
Невеста-лужичанка из католиков, 1874 г.
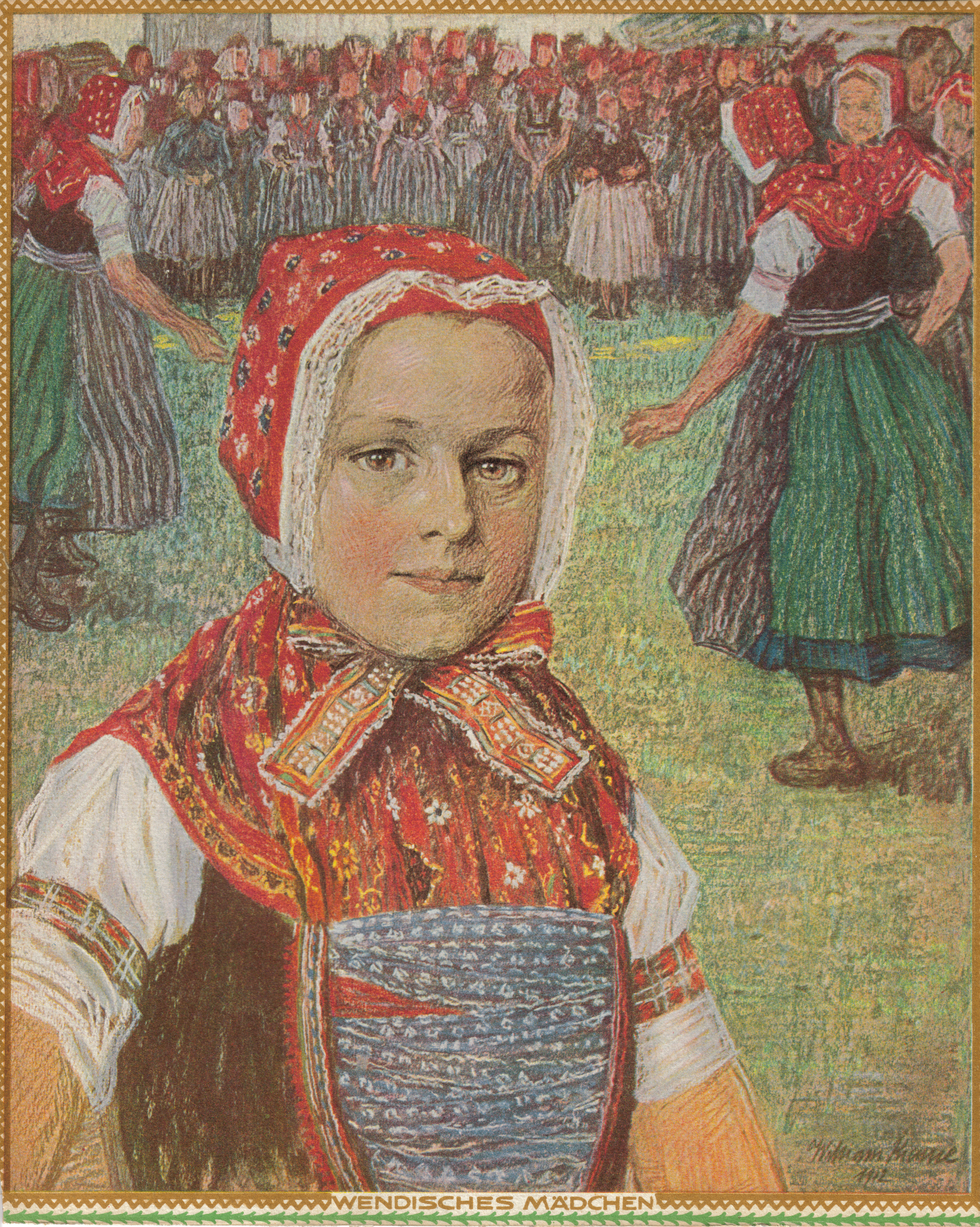
Вильям Краузе, «Вендская (лужицкая) девушка», 1912 г. На картине изображён женский костюм Шлайфе.
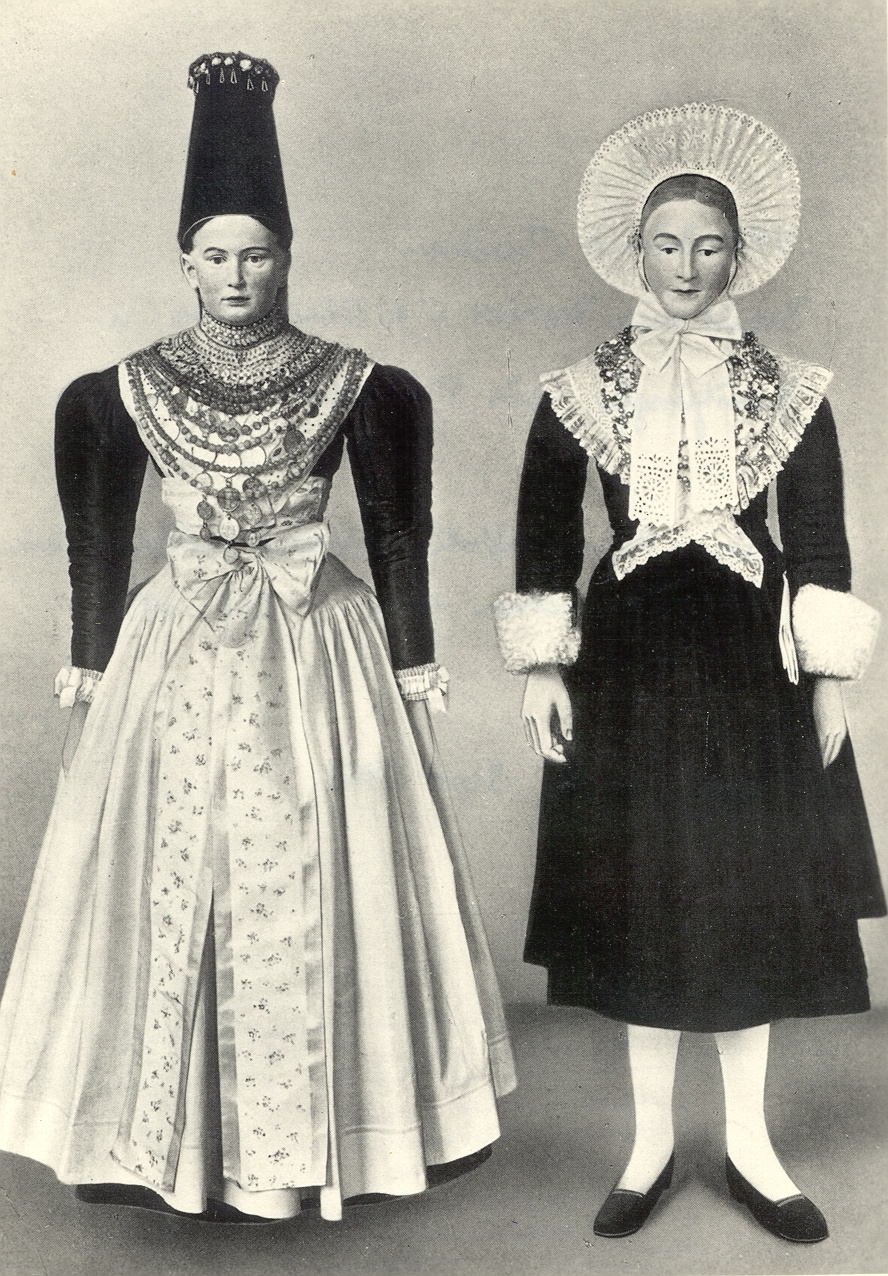
Костюм невесты и её подружки
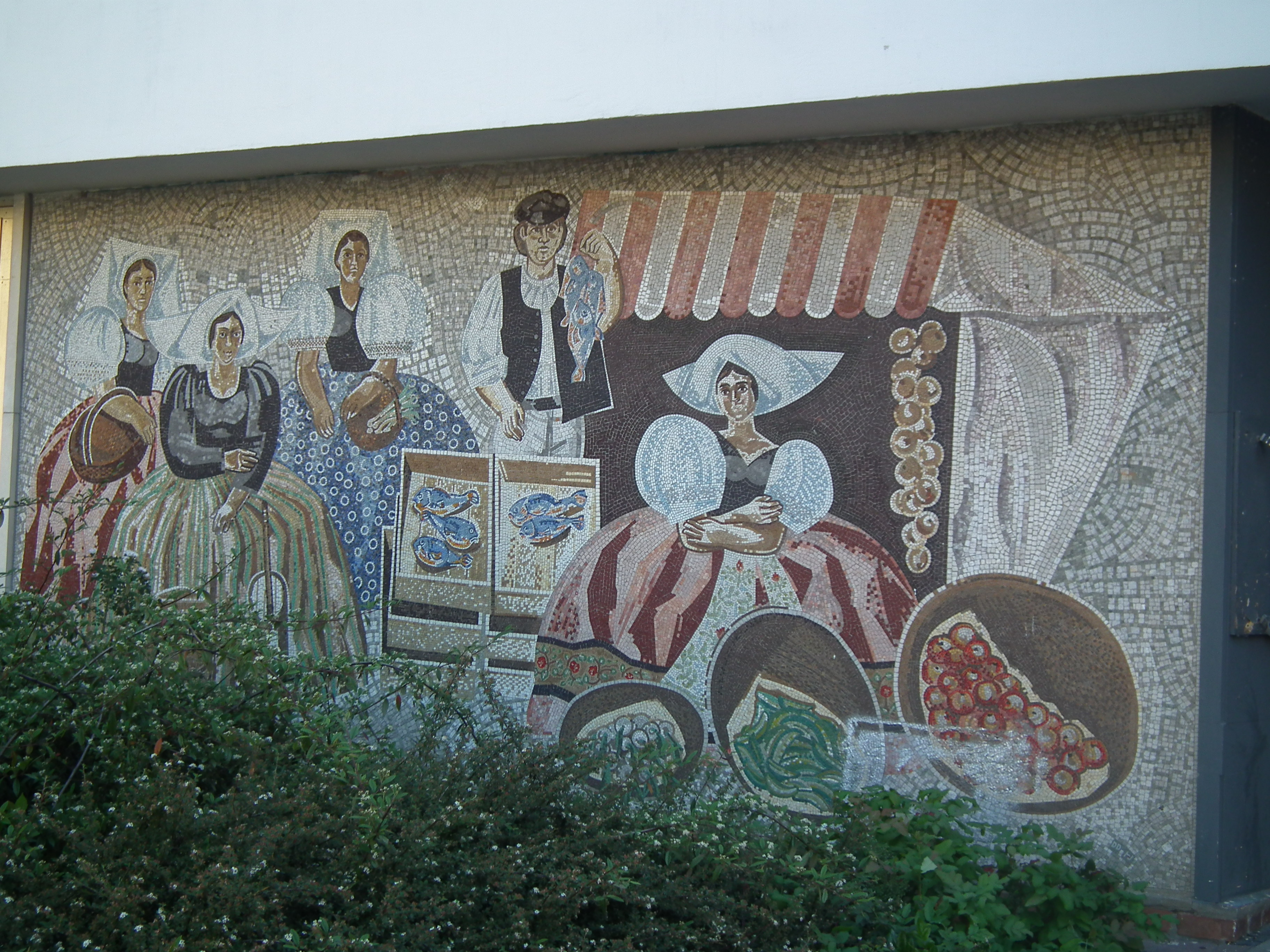
Мозаика 1970 г. в Котбусе

Народные костюмы Лужицы в фотографиях из книги «Sächsische Volkstrachten und Bauernhäuser» (1896 г.)
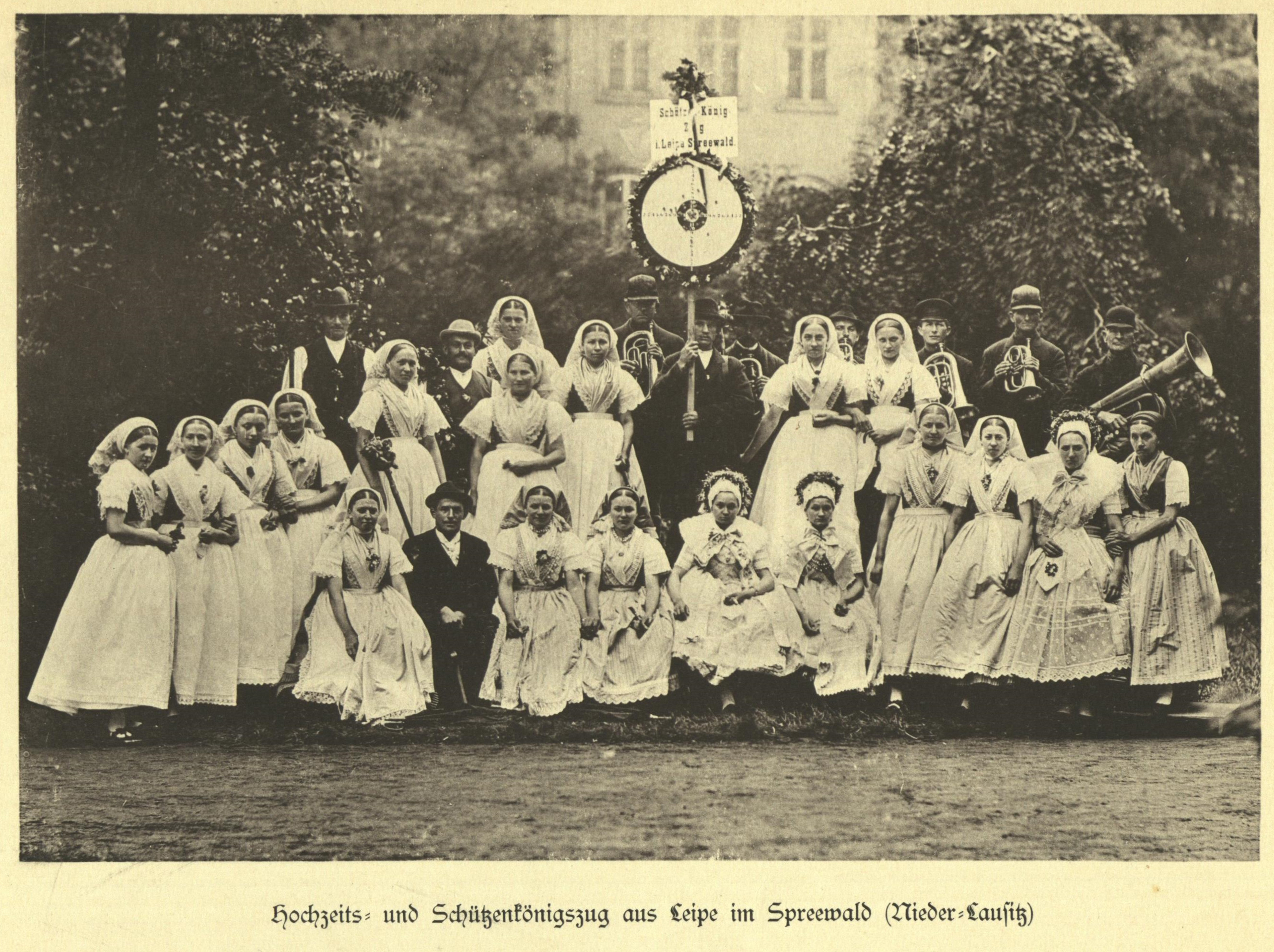
Участники свадебного шествия в Радиборе (Нижняя Лужица)
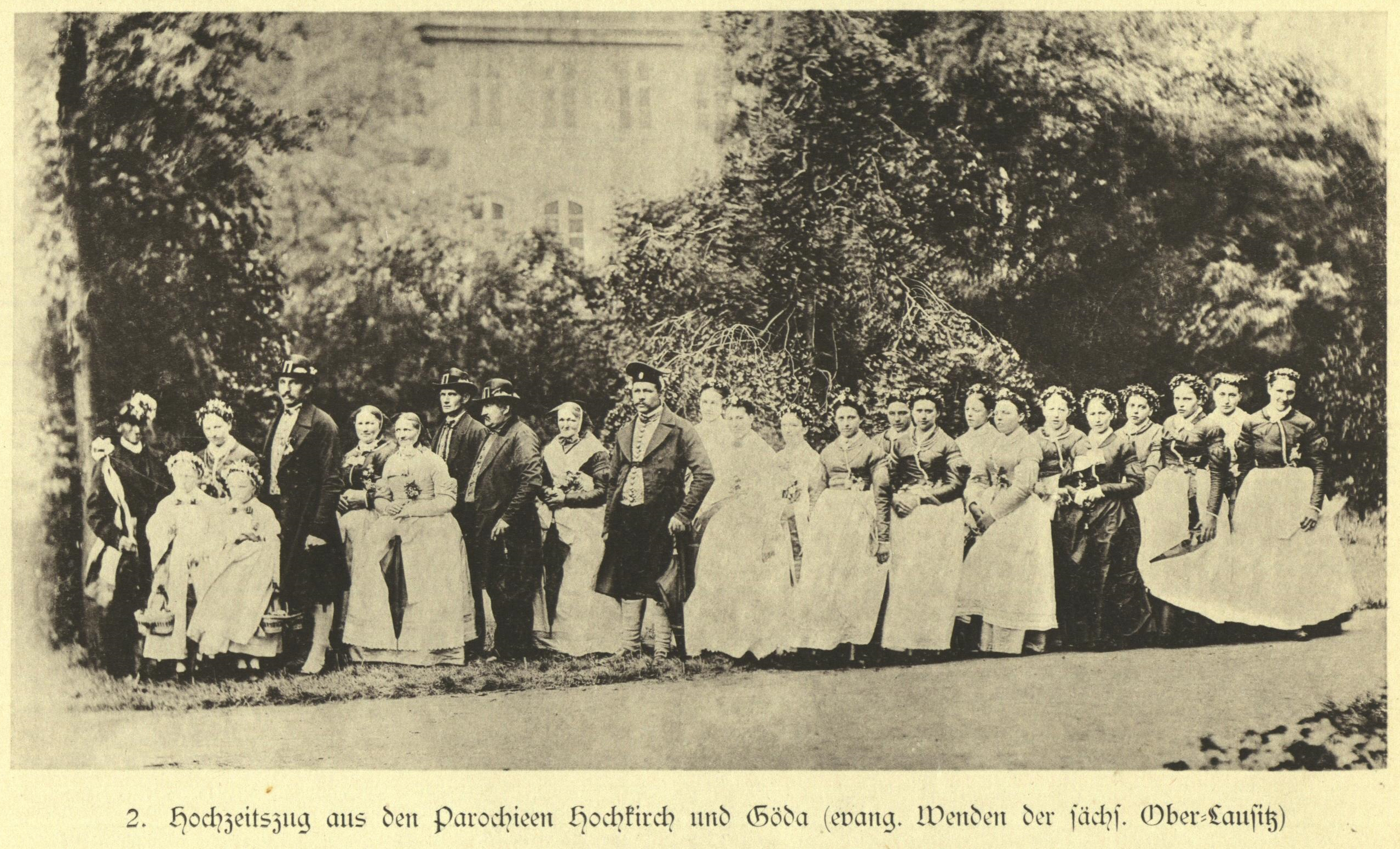
Участники свадебного шествия из Хохкирха (Будиц) и Гёды (Годжия) (Нижняя Лужица)
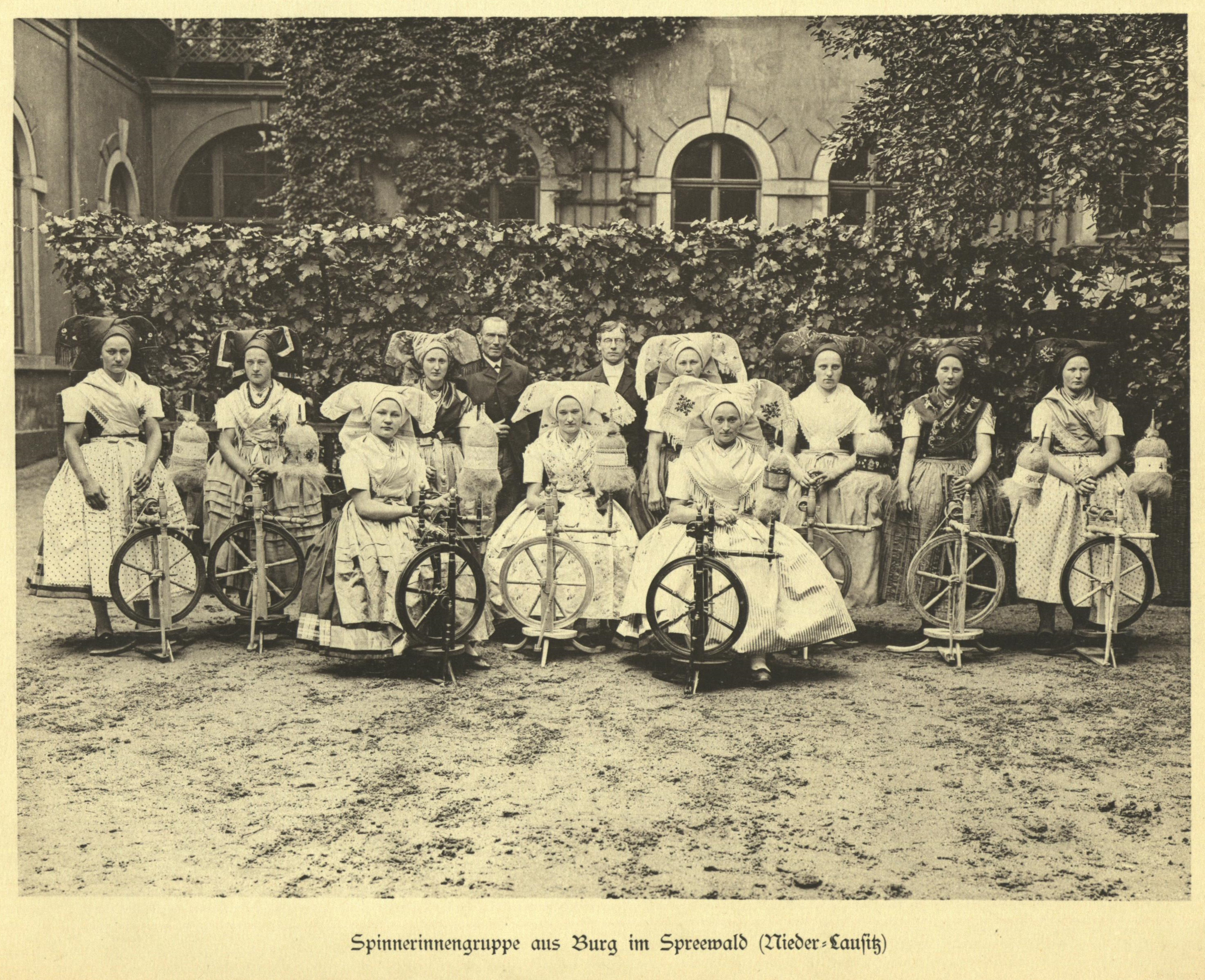
Прядильщицы из Бурга (Борков) в Нижней Лужице
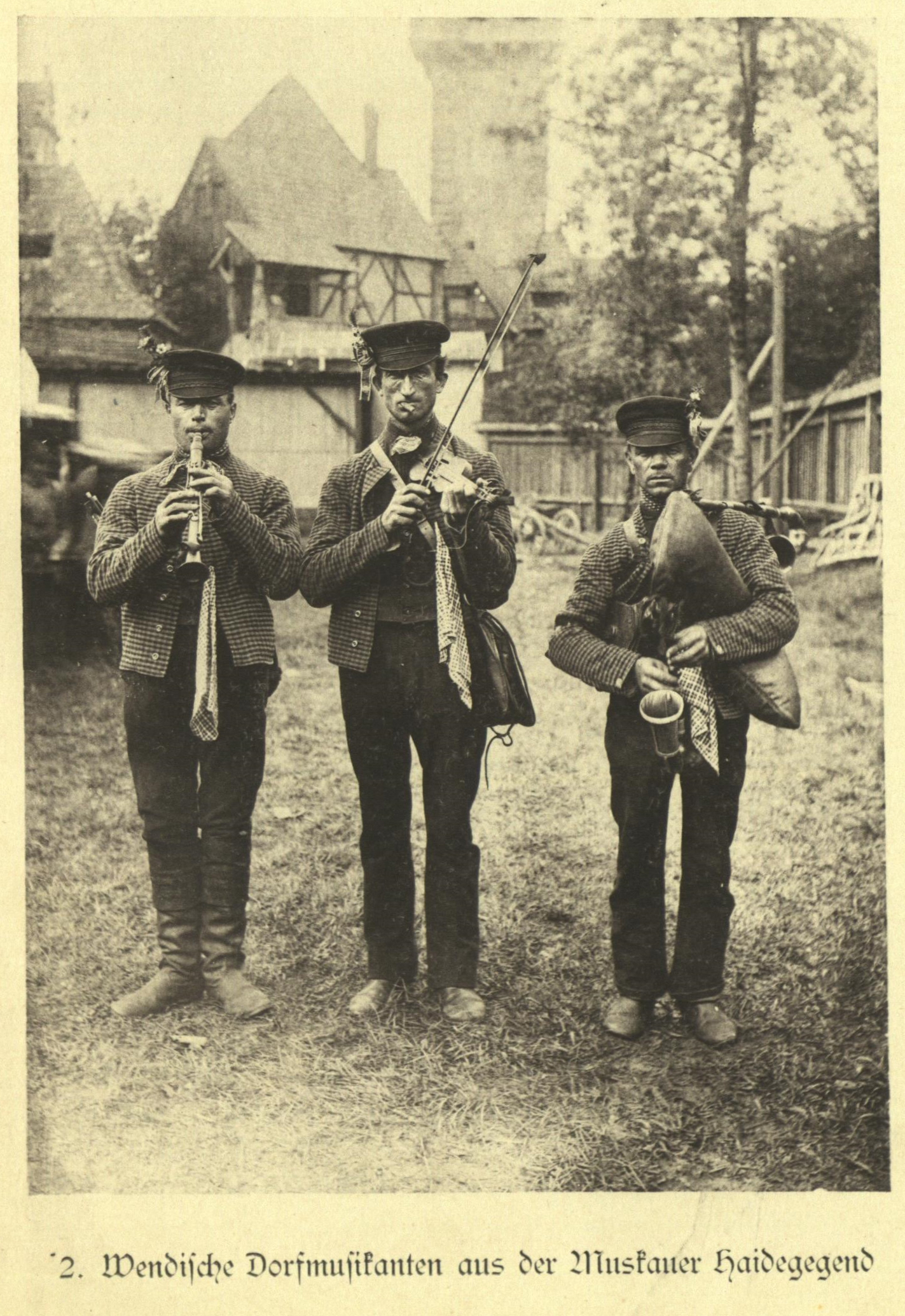
Музыканты-лужичане из окрестностей Бад-Мускау (Мужакова)
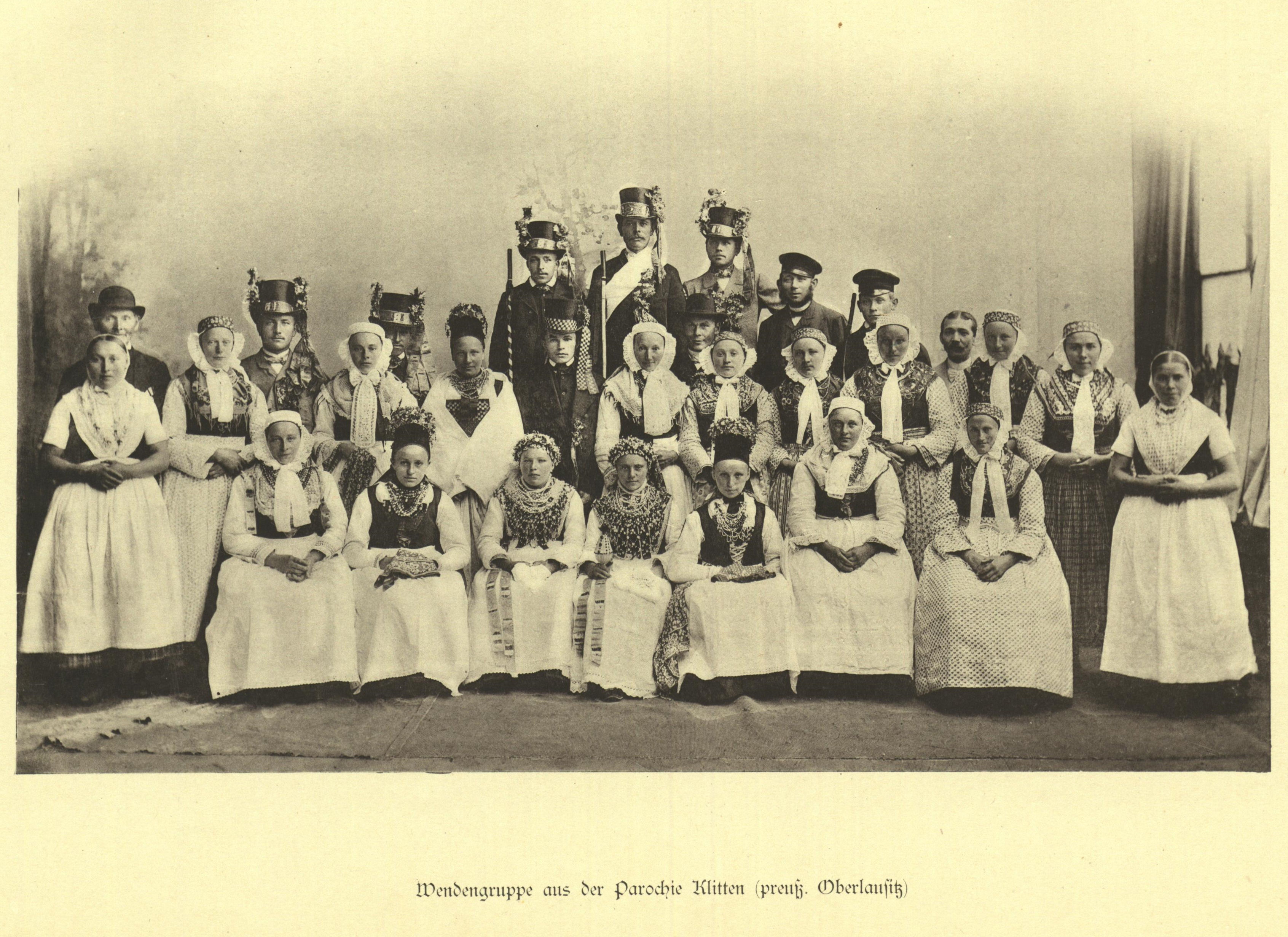
Народный костюм Клиттена (Клетно)
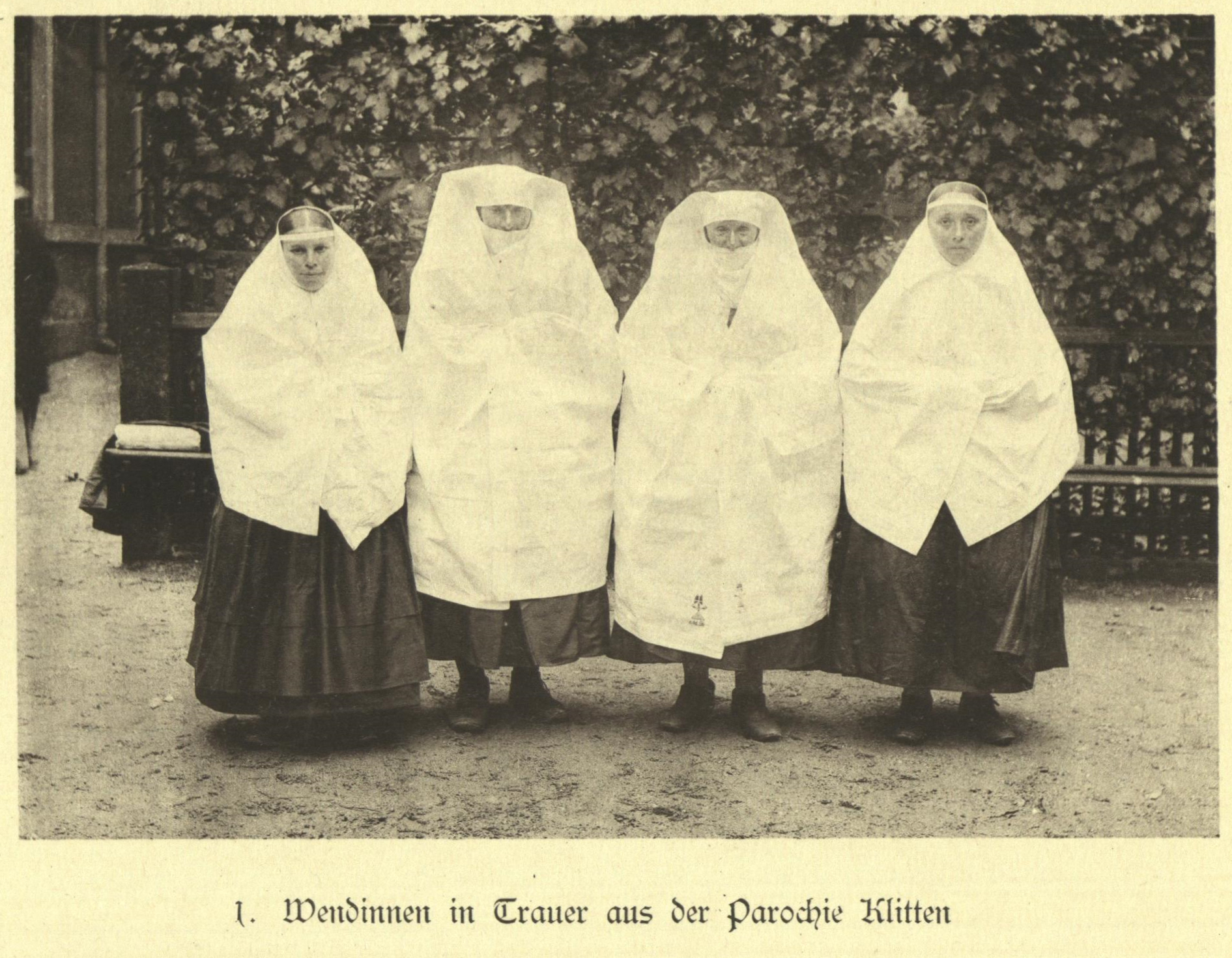
Жительницы Клиттена в трауре
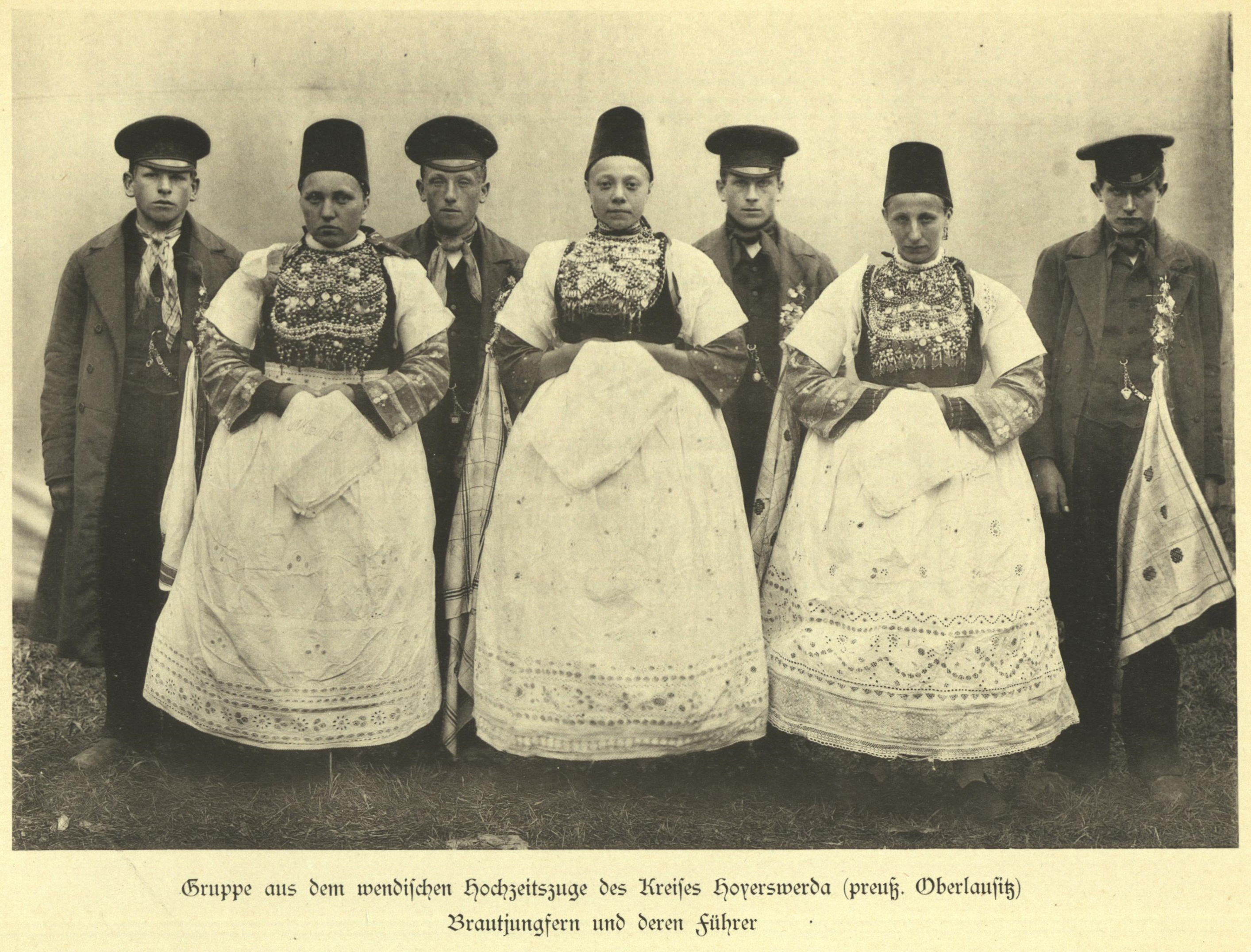
Праздничные костюмы Хойерсверде
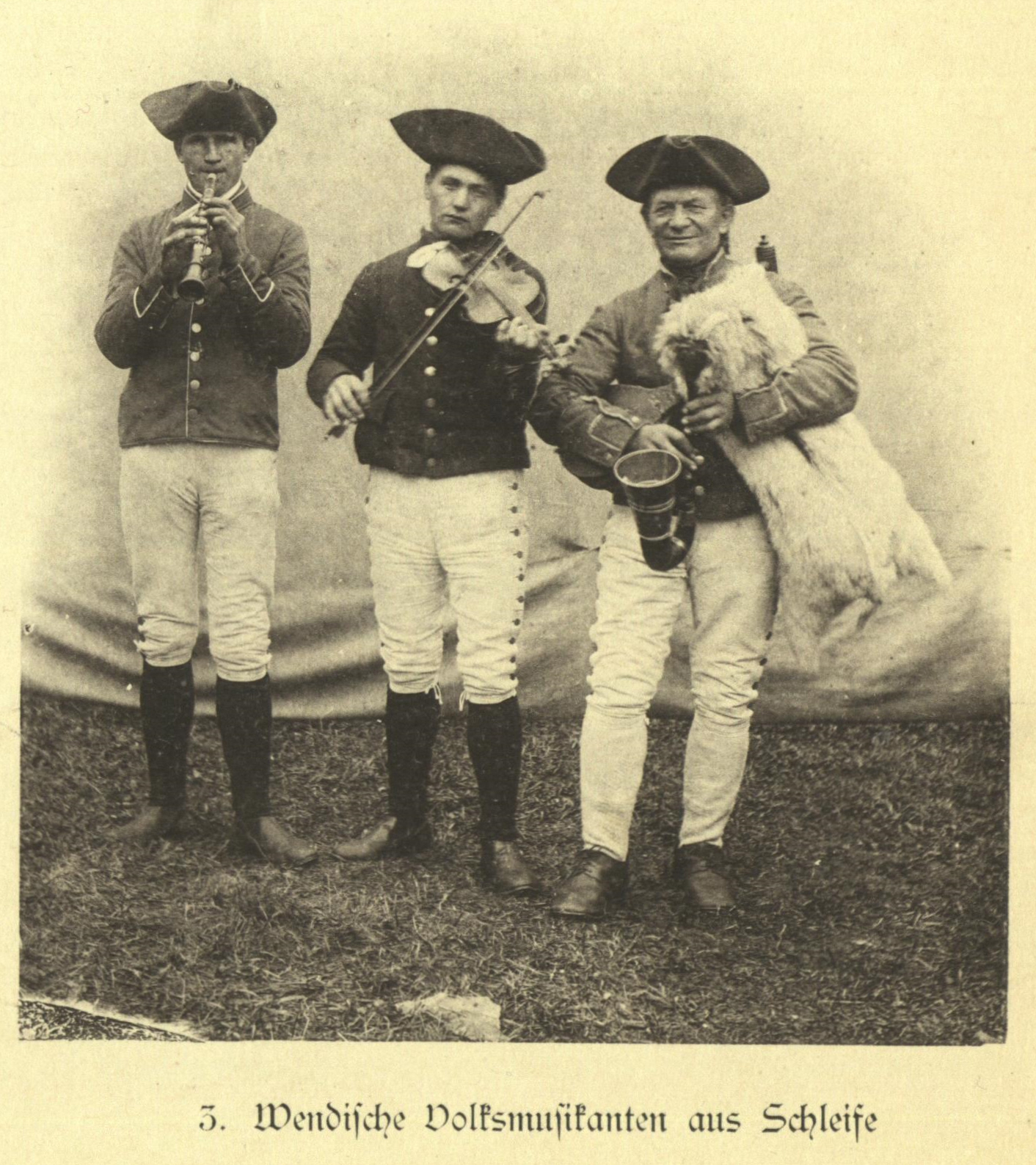
Музыканты из Шлайфе
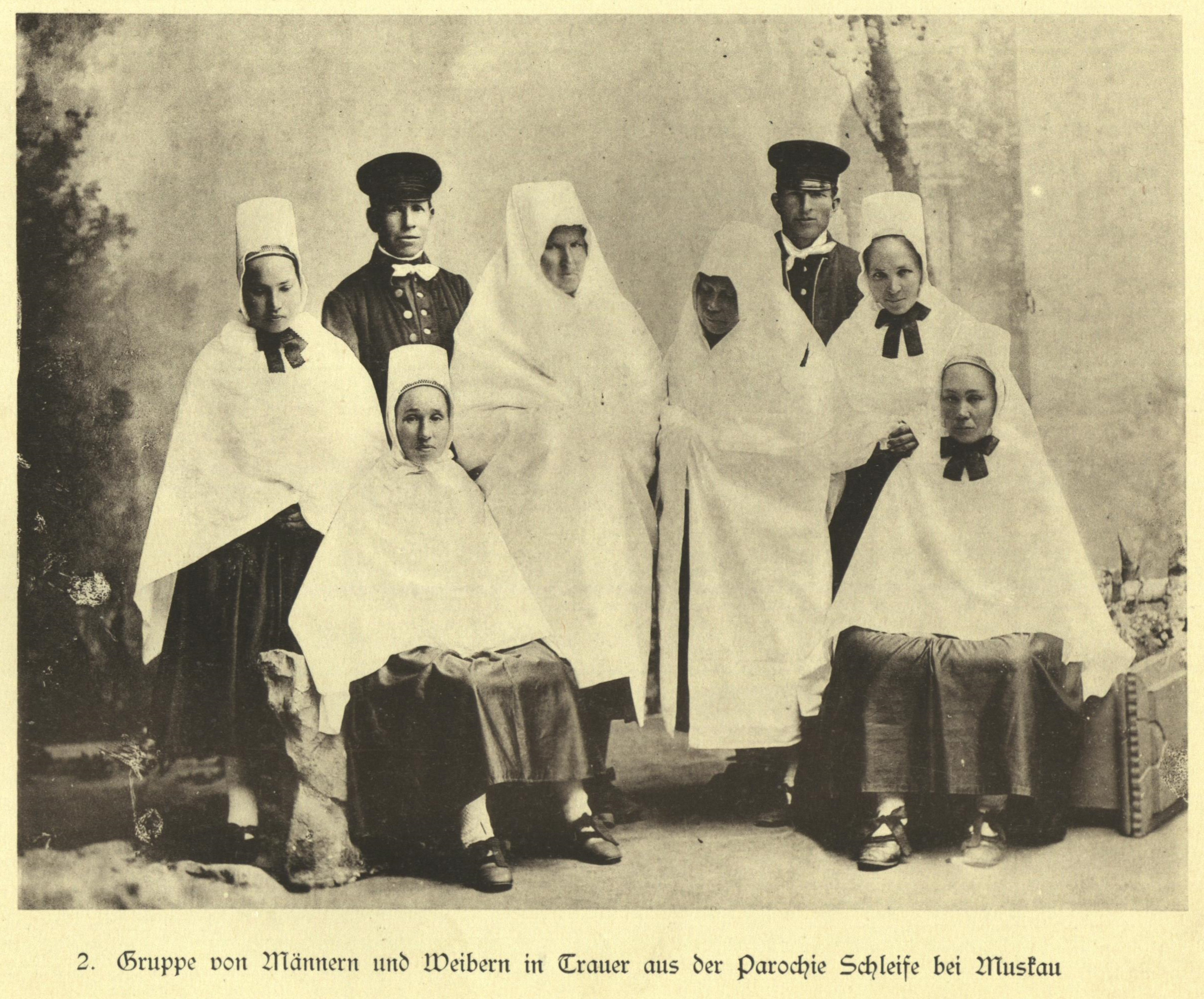
Жители Шлайфе в трауре